# Juego del ultimátum
El juego del ultimátum es un juego que se ha convertido en un instrumento popular dentro de la economía experimental. Fue descrito por primera vez por Werner Güth, Rolf Schmittberg y Bernd Schwarze.
A un jugador, llamado Oferente se le propone que reparta una determinada cantidad de dinero (generalmente 100$) con otro jugador Respondedor, según le convenga, haciendo una única y definitiva propuesta. El Respondedor, por su parte, podrá aceptar o no dicha propuesta. En caso de no aceptar, ningún jugador ganaría nada. Por el contrario, si acepta se procede al reparto según la propuesta realizada por el Oferente.
El juego del ultimátum se usa como evidencia contra las teorías del homo economicus pues muestra que las elecciones sobre criterios de justicia y equidad priman sobre las de beneficio. En este sentido, podemos decir que el homo economicus solo basa su utilidad en los pagos materiales, pero así podemos demostrar que en la realidad hay otras cosas que importan al individuo.

## Análisis Económico

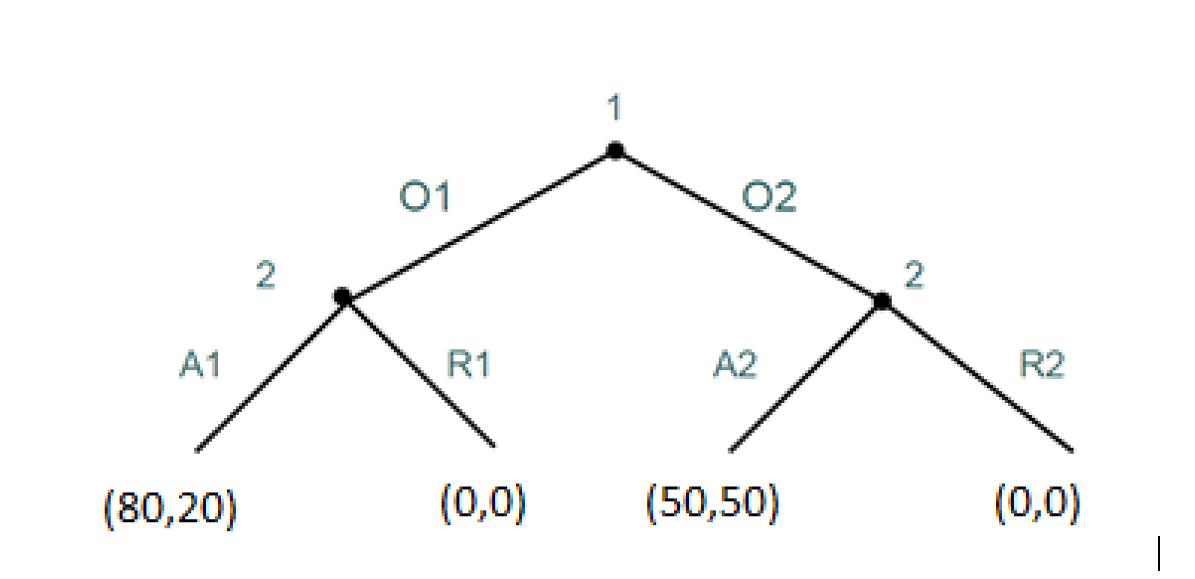
Minijuego del Ultimátum y su árbol de decisión

La teoría económica nos diría que como los individuos maximizan su utilidad, por lo tanto, como aquí asemejamos utilidad a pagos monetarios, el oferente debería dividir la suma completamente a su favor. Por ejemplo, al repartir 100€ debería repartir o bien 100-0 (el respondedor estará indiferente entre aceptar o rechazar) o bien 99-1, oferta en la cual ambos ganan respecto a su situación inicial, y el respondedor nunca debería rechazar la oferta. Aplicando la teoría de juegos en este análisis, buscamos Equilibrios de Nash en las decisiones. En términos generales, podemos decir que el Oferente debe realizar una propuesta en la que se quede con una cantidad A, dentro del intervalo [0, B] con B mayor o igual que A. Si definimos ahora las estrategias del Respondedor como f(A) = {aceptar, rechazar}, establecemos que para cantidad A que el Oferente diga, el Respondedor sabrá si quiere aceptar o rechazar esa oferta. En este modelo podremos decir que tenemos dos Equilibrios de Nash:
- [A, f(A)] si f(A) es aceptar y no existe otra cantidad mayor que A donde el respondedor también aceptase la oferta.

- [A, f(A)] si f(A) es rechazar para cualquier cantidad mayor a cero, ya que el Oferente estaría indiferente entre ofrecer cualquier cantidad y ofrecer 0, todos son mejores respuestas para cada jugador.

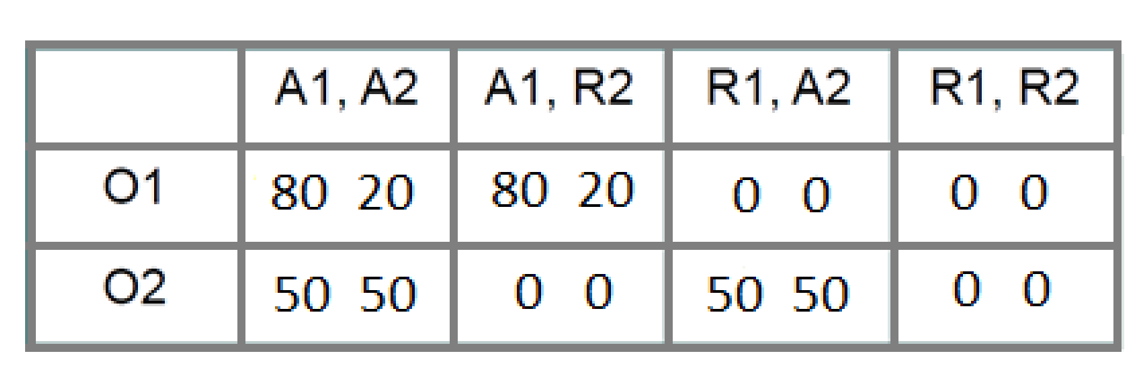
Matriz de Pagos Minijuego del Ultimátum

Para ilustrar el juego del ultimátum haremos una versión reducida, el “Minijuego del Ultimátum”. En esta versión, la cantidad a repartir son 100€ y haremos unas ofertas concretas de (80,20) que favorece al Oferente, y la oferta más equitativa de (50,50).
Suponiendo que ambos jugadores son racionales, y que ambos saben que ambos son racionales, podemos decir que los equilibrios de Nash serían las combinaciones [O1, (A1, A2)] [O1, (A1, R2)] y [O2, (R1, A2)] ya que ningún jugador tiene manera de mejorar sus pagos monetarios.

## Resultados de los experimentos
Contradiciendo este análisis, los pioneros en este experimento, Güth, Schmittberger y Schwarze (1982), demostraron que los oferentes, en media, ofrecían entre un 40% (incluso un 50%) de la suma total de dinero, y que los respondedores rechazaban en torno al 50% de las veces cantidades de menos del 20% del total. Es decir, la gente no actúa de manera puramente racional, ya que rechazan pagos monetarios que mejoran su situación inicial. Corroborando la teoría de George Stigler (1981), las personas preferimos castigar la desigualdad y el trato poco ético. Por ejemplo, si rechazamos una oferta de 2€ pero aceptamos una de 3€, implícitamente estamos diciendo que valoramos en 3€ ese trato injusto por parte del oferente. 

### Variaciones en los experimentos
Numerosos autores han realizado experimentos posteriores, con modificaciones la repetición concatenada del experimento o la adición de Umbrales Mínimos donde el respondedor acepte las ofertas. Bien, pues en todos ellos los resultados son similares al original, en torno al 40-50% de la suma total como oferta y muy raramente se ofrecen cantidades de entre el 1 y el 10% de la suma total. Podemos explicar estas ofertas si pensamos que los oferentes quieren ser justos con el otro jugador, o bien si pensamos que el oferente no quiere que su oferta sea rechazada, por lo que piensa que el otro jugador podrá rechazarle ofertas muy injustas y prefiere asegurar una parte del total. Por ejemplo, si la suma es de 1 millón de €, el oferente preferirá ofrecer 500.000€ o cercanos para asegurarse que el respondedor acepta, ya que él se quedaría igualmente con 500.000€, una suma bastante jugosa.

## Conclusión
Para intentar analizar estas desviaciones de lo que la teoría diría, Colin F. Camerer propone agrupar tipos de variables que pueden influir en los individuos:
- Metodológicas: cantidad repartida, repetición del juego, etc… De este grupo de variables solo hay una pequeña evidencia de que las cotas mínimas afectan a los resultados
- Demográficas: la diferencia más significativa la encontramos entre distintas ramas de estudios, siendo los economistas los que hacen mayores ofertas y aceptan menos; otras diferenciaciones no han resultado relevantes.
- Descriptivas y estructurales: Tampoco se encuentran a estos aspectos grandes cambios, sólo algunas modificaciones descriptivas como cambiar el nombre y la explicación del juego, pero no suponen grandes cambios.
- Culturales: es la variable que más distorsiona los experimentos. Las creencias culturales de los individuos pueden ser lo suficientemente fuertes para modificar sus decisiones. Hay variaciones entre sociedades de mercados integrados y otras que no, como por ejemplo los agricultores de Machiguenga, en Perú, cuyos resultados está mucho más cercanos a los modelos de teoría de juegos, basando sus decisiones en el propio interés.